# Wollersheim
Wollersheim is een plaats in de Duitse gemeente Nideggen, deelstaat Noordrijn-Westfalen, en telt 669 inwoners (31 december 2020).
Het dorp ligt aan de Bundesstraße 265, 6 kilometer ten oost-zuidoosten van Nideggen-stad. Het is met Nideggen verbonden door een 1 x per uur rijdende buslijn van de Rurtalbus.
De Slag bij Tolbiac vond plaats in 496, volgens de traditionele geschiedschrijving bij Zülpich. Hierbij leden de Alemannen een beslissende nederlaag tegen de Franken. Tot voor enkele decennia werd algemeen aangenomen, dat deze slag op een heideveld bij het huidige Wollersheim plaatsvond. Recenter onderzoek ontkrachtte deze theorie. In Wollersheim hebben nooit Alemannen gewoond. Men neemt aan, dat de veldslag meer zuidelijk werd uitgevochten.
Enkele kilometers ten noordwesten van het dorp ligt de ruïne van Kasteel Gödersheim, dat in de 15e eeuw werd gebouwd, en dat tot circa 1990 een psychiatrisch ziekenhuis herbergde. Er zijn plannen, om het kasteel te herbouwen en er appartementen in te richten. De bijgebouwen zijn reeds als zodanig verhuurd.
In het dorp staan twee monumentale katholieke kerkgebouwen. De romaanse toren van  de Alte Kirche (Oude Kerk) dateert uit de 11e eeuw, en is ten dele met puin van mogelijk laat-Romeinse gebouwen opgetrokken. Het kerkgebouw zelf is grotendeels 15e-eeuws. Sinds de opening van de Nieuwe Kerk wordt dit gebouw alleen nog voor uitvaartdiensten gebruikt.
De neogotische Neue Kirche (Nieuwe of Heilig-Kruiskerk) dateert uit 1903.
Enkele boeren in het dorp verbouwen op hun akkers gerst van hoge kwaliteit, die in speciale bieren wordt verwerkt.

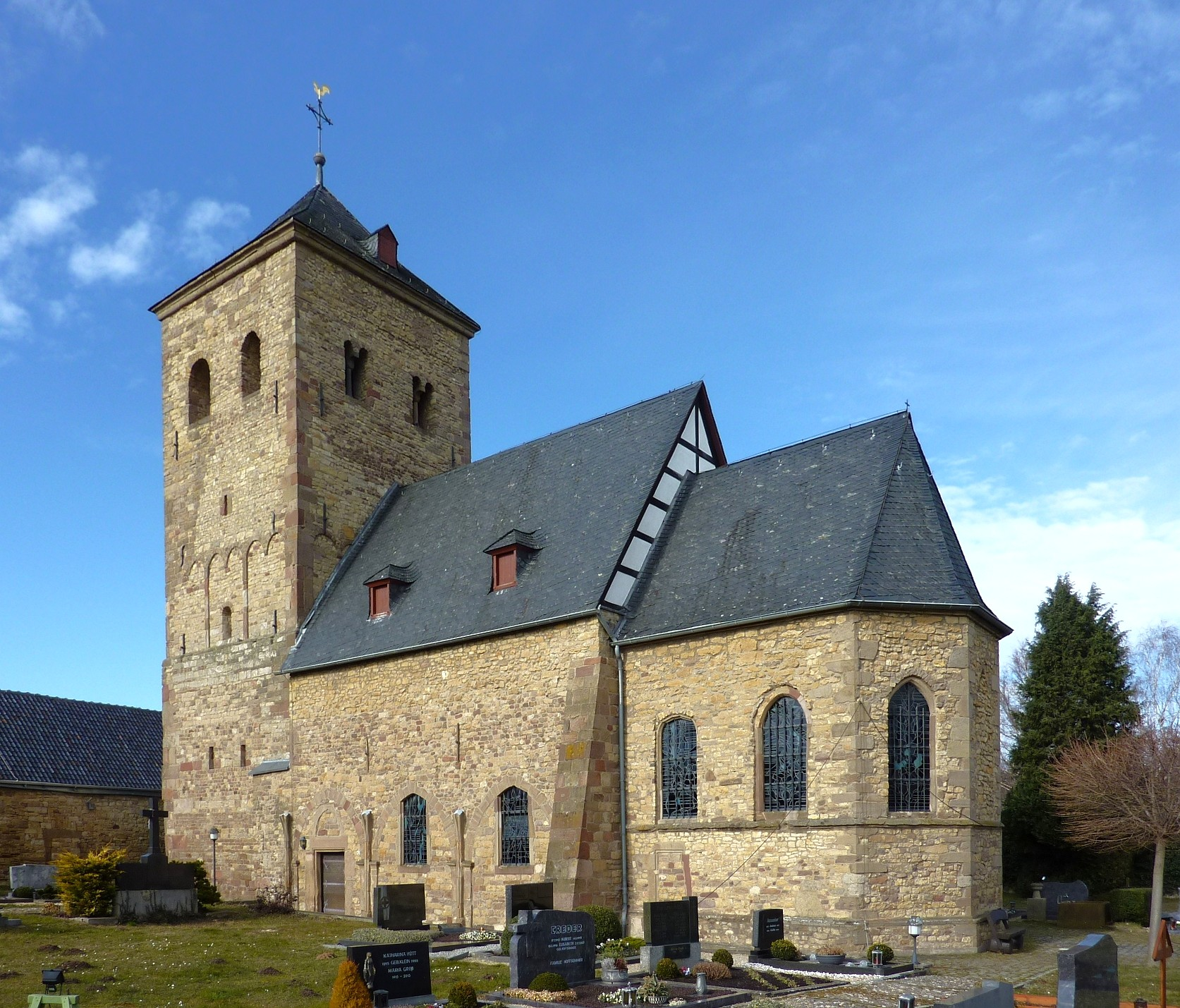
Oude Kerk (1)
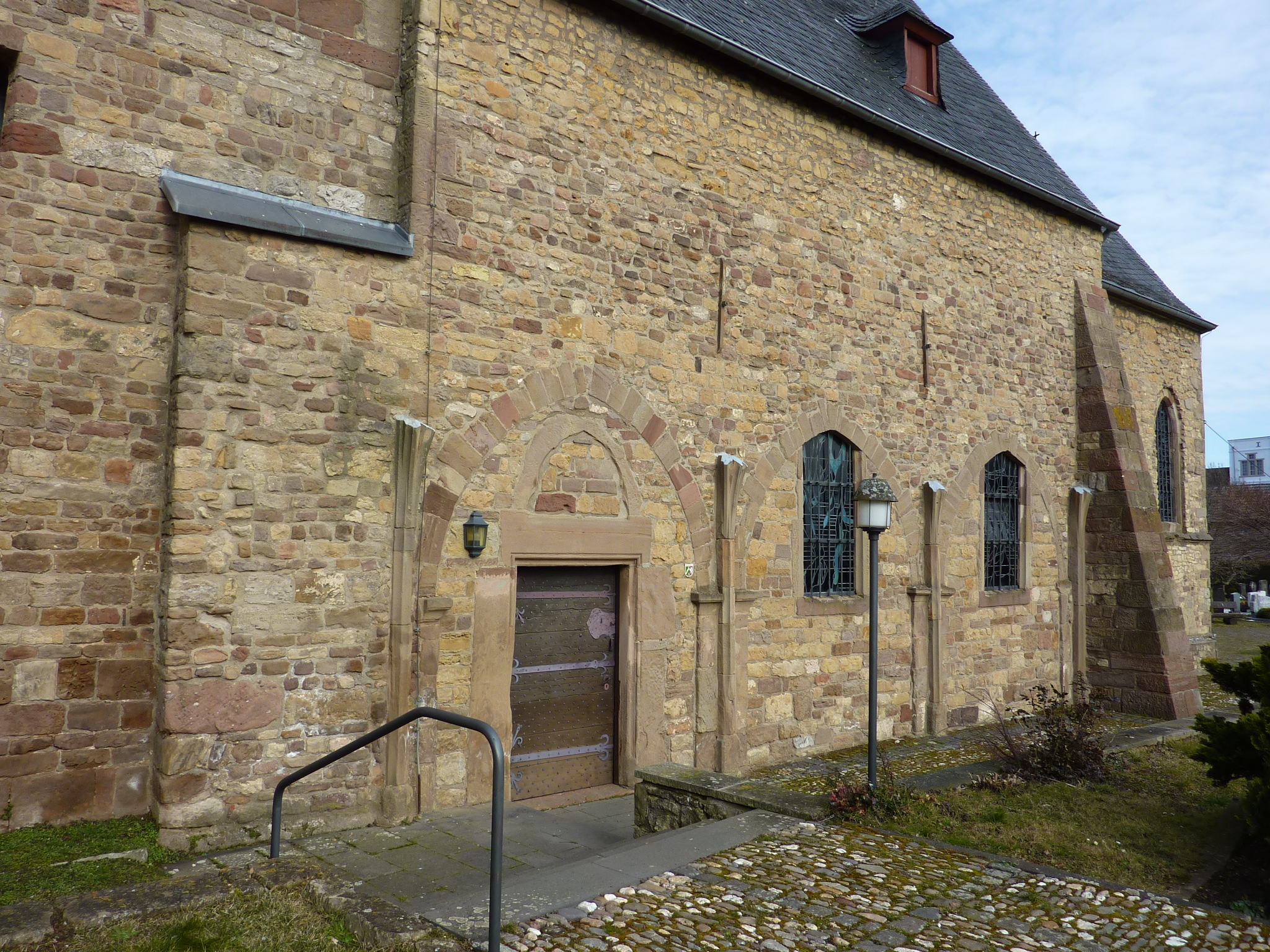
Oude Kerk (2)
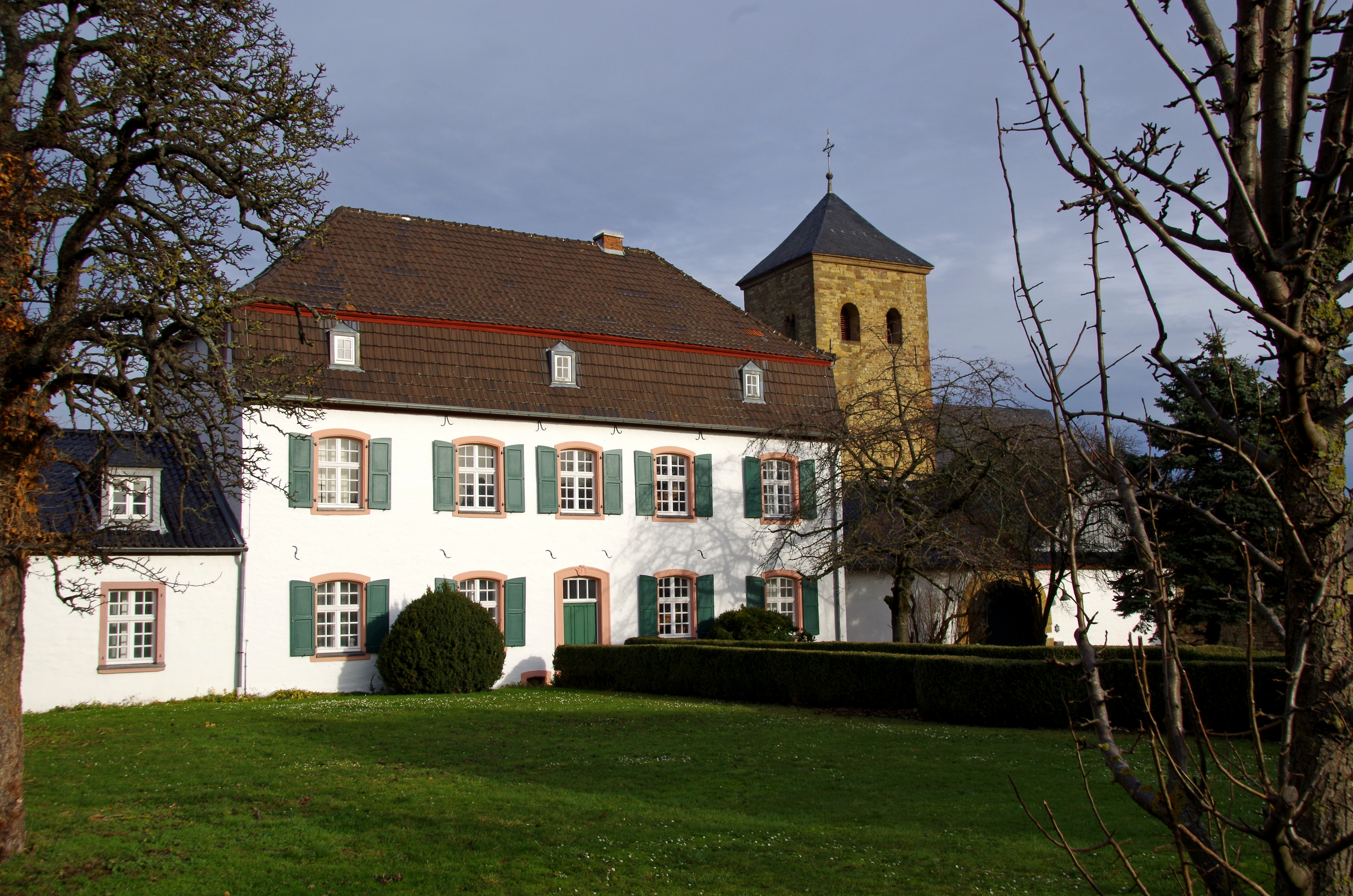
Gebouw Stiftshof naast deze kerk
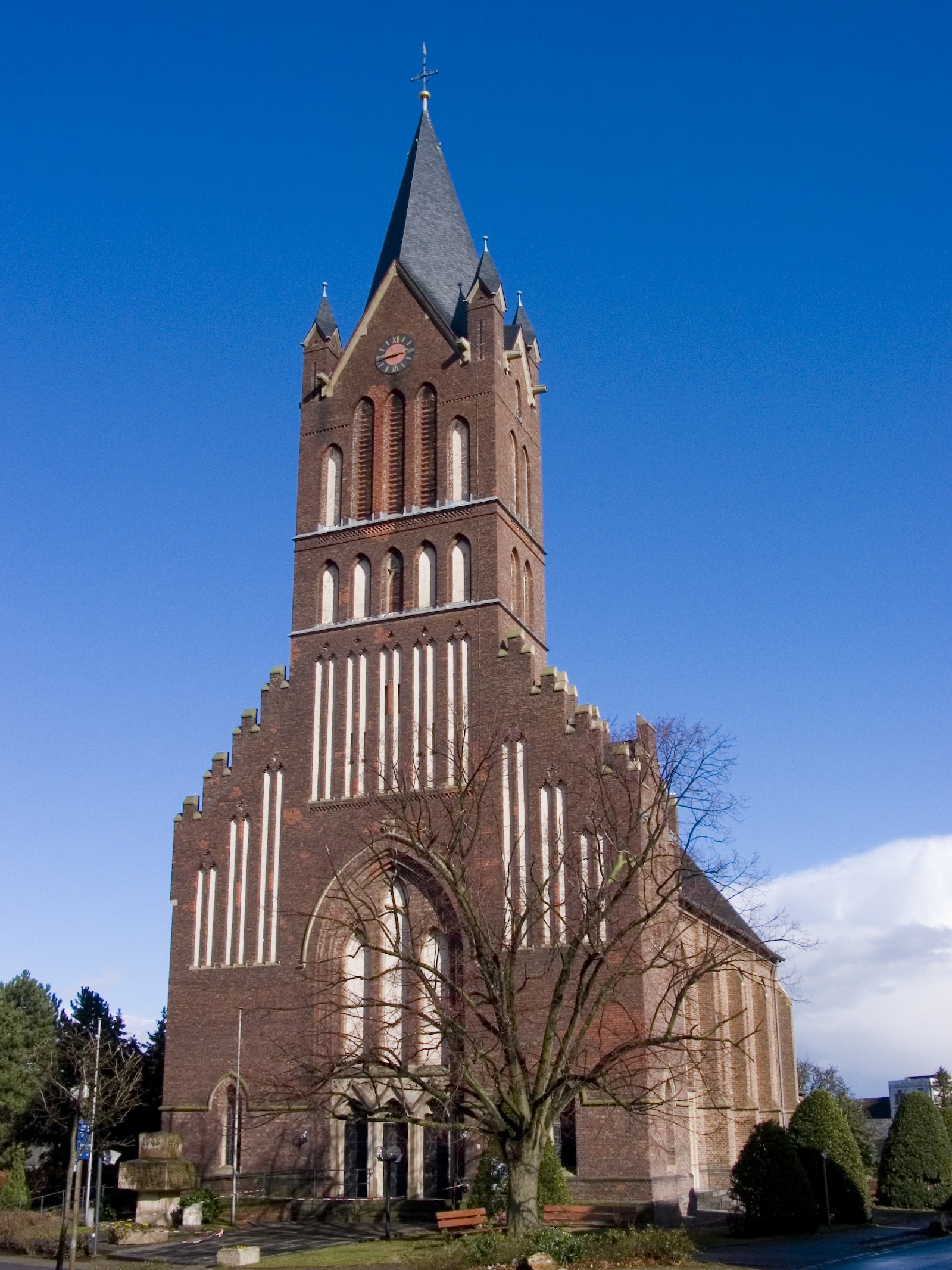
Nieuwe Kerk
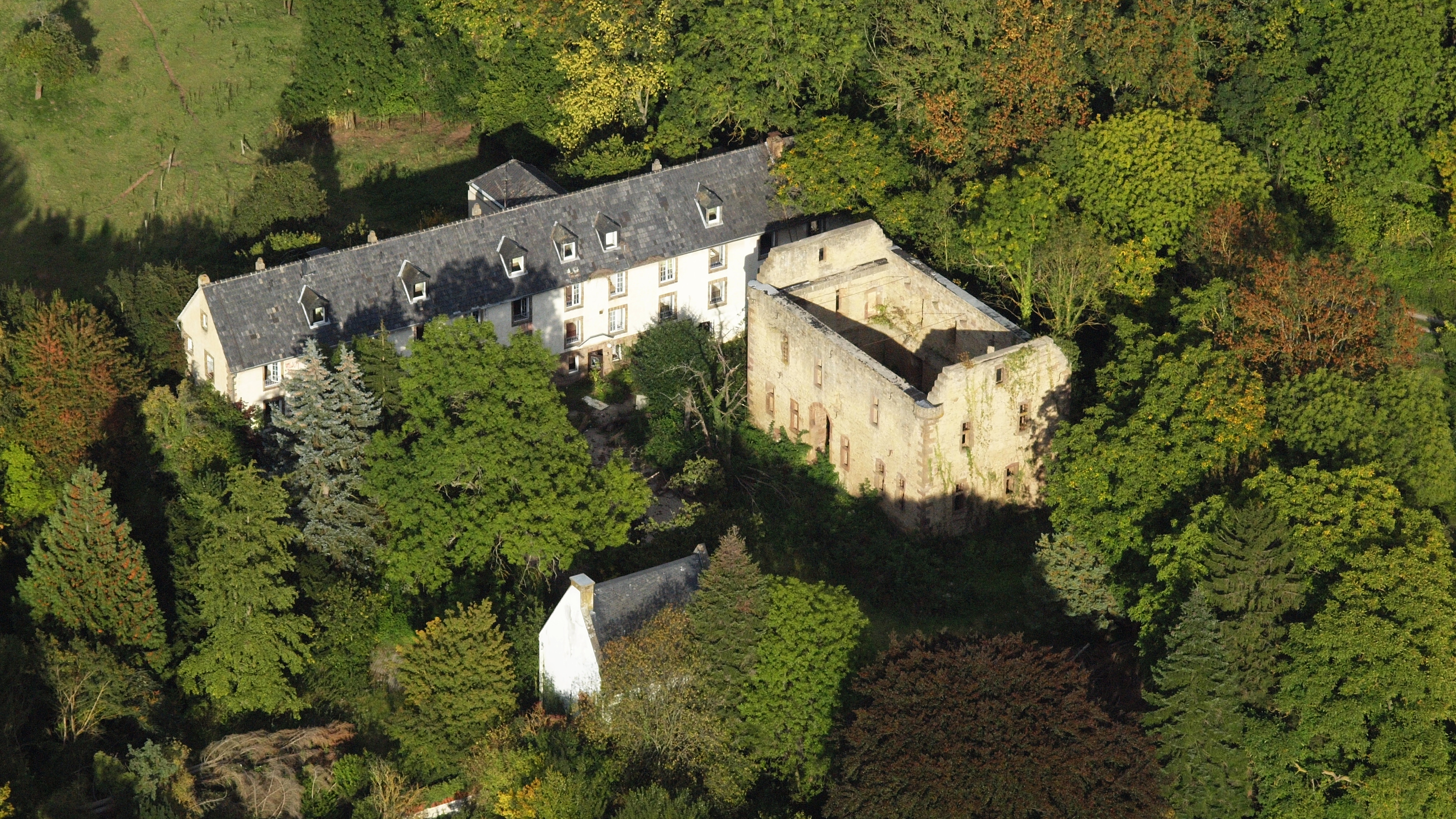
Ruïne Kasteel Gödersheim